# Canton de Châtellerault-1
Pour les articles homonymes, voir Châtellerault (homonymie).
Le canton de Châtellerault-1 est une circonscription électorale française du département de la Vienne, en région Nouvelle-Aquitaine.

## Histoire
Un nouveau découpage territorial de la Vienne entre en vigueur à l'occasion des premières élections départementales suivant le décret du 26 février 2014. Les conseillers départementaux sont, à compter de ces élections, élus au scrutin majoritaire binominal mixte. Les électeurs de chaque canton élisent au Conseil départemental, nouvelle appellation du Conseil général, deux membres de sexe différent, qui se présentent en binôme de candidats. Les conseillers départementaux sont élus pour 6 ans au scrutin binominal majoritaire à deux tours, l'accès au second tour nécessitant 12,5 % des inscrits au 1er tour. En outre la totalité des conseillers départementaux est renouvelée. Ce nouveau mode de scrutin nécessite un redécoupage des cantons dont le nombre est divisé par deux avec arrondi à l'unité impaire supérieure si ce nombre n'est pas entier impair, assorti de conditions de seuils minimaux. Dans la Vienne, le nombre de cantons passe ainsi de 38 à 19.
Le canton de Châtellerault-1 est formé de communes des anciens cantons de Châtellerault-Ouest (2 communes), de Lencloître (4 communes) et de Châtellerault-Sud (1 commune), et d'une partie de Châtellerault. Il est entièrement inclus dans l'arrondissement de Châtellerault. Le bureau centralisateur est situé à Châtellerault.

## Représentation
| Période élective | Période élective | Mandat | Mandat   | Identité             | Nuance | Nuance | Qualité |
| ---------------- | ---------------- | ------ | -------- | -------------------- | ------ | ------ | --- |
| 2015             | 2021             | 2015   | 2021     | Anne-Florence Bourat |        | UDI    | Médecin généraliste Adjointe au maire de Châtellerault |
| 2015             | 2021             | 2015   | 2021     | Henri Colin          |        | UDI    | Retraité de l'enseignement Maire de Lencloître Ancien conseiller général du Canton de Lencloître (1994-2015) 2ème Vice-Président chargé de l’éducation, des collèges, des bâtiments, des transports et des relations avec l’Université |
| 2021             | 2028             | 2021   | en cours | Anne-Florence Bourat |        | UDI    | Conseillère sortante Vice-Présidente Déléguée, chargée de la Santé |
| 2021             | 2028             | 2021   | en cours | Henri Colin          |        | UDI    | Conseiller sortant 2e Vice-Président du Conseil départemental - Education, Collèges, Université, Bâtiments |

### Résultats détaillés

#### Élections de mars 2015
À l'issue du 1er tour des élections départementales de 2015, deux binômes sont en ballottage : Anne-Florence Bourat et Henri Colin (UDI, 36,87 %) et Thomas Fayol et Sylviane Lescop (FN, 31,32 %). Le taux de participation est de 45,43 % (8 599 votants sur 18 927 inscrits) contre 51,35 % au niveau départemental et 50,17 % au niveau national.
Au second tour, Anne-Florence Bourat et Henri Colin (UDI) sont élus avec 63,7 % des suffrages exprimés et un taux de participation de 48,29 % (5 192 voix pour 9 140 votants et 18 927 inscrits).

#### Élections de juin 2021
Le premier tour des élections départementales de 2021 est marqué par un très faible taux de participation (33,26 % au niveau national). Dans le canton de Châtellerault-1, ce taux de participation est de 27,62 % (5 182 votants sur 18 764 inscrits) contre 33,61 % au niveau départemental. À l'issue de ce premier tour, deux binômes sont en ballottage : Anne-Florence Bourat et Henri Colin (Union des démocrates et indépendants, 54,7 %) et Maryse Lacombe et Jerome Toulet (RN, 24,27 %).
Le second tour des élections est marqué une nouvelle fois par une abstention massive équivalente au premier tour. Les taux de participation sont de 34,36 % au niveau national, 33,96 % dans le département et 29,67 % dans le canton de Châtellerault-1. Anne-Florence Bourat et Henri Colin (Union des démocrates et indépendants) sont élus avec 72,68 % des suffrages exprimés (3 717 voix pour 5 569 votants et 18 772 inscrits),,.

## Composition
| Nom                                   | Code Insee | Intercommunalité       | Superficie (km2) | Population (dernière pop. légale)               | Densité (hab./km2) | Modifier                                    |
| ------------------------------------- | ---------- | ---------------------- | ---------------- | ----------------------------------------------- | ------------------ | ------------------------------------------- |
| Châtellerault (bureau centralisateur) | 86066      | CA Grand Châtellerault | 51,93            | Fraction : 8 494 (2022) Commune : 31 105 (2022) | 599                | modifier les données · modifier les données |
| Colombiers                            | 86081      | CA Grand Châtellerault | 20,77            | 1 418 (2022)                                    | 68                 | modifier les données · modifier les données |
| Lencloître                            | 86128      | CA Grand Châtellerault | 19,04            | 2 490 (2022)                                    | 131                | modifier les données · modifier les données |
| Naintré                               | 86174      | CA Grand Châtellerault | 24,86            | 5 954 (2022)                                    | 240                | modifier les données · modifier les données |
| Ouzilly                               | 86184      | CA Grand Châtellerault | 10,63            | 954 (2022)                                      | 90                 | modifier les données · modifier les données |
| Saint-Genest-d'Ambière                | 86221      | CA Grand Châtellerault | 32,06            | 1 211 (2022)                                    | 38                 | modifier les données · modifier les données |
| Scorbé-Clairvaux                      | 86258      | CA Grand Châtellerault | 22,85            | 2 177 (2022)                                    | 95                 | modifier les données · modifier les données |
| Thuré                                 | 86272      | CA Grand Châtellerault | 43,47            | 2 787 (2022)                                    | 64                 | modifier les données · modifier les données |
| Canton de Châtellerault-1             | 8602       |                        |                  | 25 485 (2022)                                   |                    | modifier les données                        |

Le canton de Châtellerault-1 comprend :
1. sept communes,
2. la partie de la commune de Châtellerault située au sud d'une ligne définie par l'axe des voies et limites suivantes : depuis la limite territoriale de la commune de Naintré, avenue Honoré-de-Balzac, avenue Camille-Pagé, rue René-Cassin (incluse), rue Jacques-Cartier, rue Léo-Lagrange (incluse), rue Charles-Plessard, avenue Jean-Moulin, pont Lyautey, cours de la Vienne jusqu'au quai du 11-Novembre, quai du 11-Novembre, boulevard Aristide-Briand (exclu), limite du cimetière Saint-Jacques (inclus), rue Louis-Braille (exclue), ligne entre l'intersection de la rue Louis-Braille et l'allée du 33e-R.A., jusqu'à l'intersection de la rue de Targé et la rue Arthur-Ranc, rue de Targé (exclue jusqu'à la ligne de chemin de fer), rue du Docteur-Albert-Schweitzer (exclue), rue Albert-Hilaire, rue des Charraults (exclue), rue du Champ-de-la-Croix jusqu'à la rue François-Arago (exclues), chemin de la Maison-de-Terre, lieudit de Belian (exclu), rond-point entre la route départementale 38 et la route départementale 161, route départementale 161, route départementale 38, chemin de la Guerjaudière, chemin de la Maison-Perdue, rue Edmond-Rostand, rue Marcel-Beauchêne, jusqu'à la limite territoriale de la commune de Senillé.

## Démographie
En 2022, le canton comptait 25 485 habitants, en évolution de −1,15 % par rapport à 2016 (Vienne : +0,6 %, France hors Mayotte : +2,11 %).
| 2013   | 2018   | 2022   |
| ------ | ------ | ------ |
| 25 741 | 25 638 | 25 485 |